# Władcy Burgundii

Podział terytorium Burgundii w wiekach XI i XII – Przedjurajska (miasta Lyon, Vienne), Zajurajska (Genewa), hrabstwo-palatynat oraz księstwo. Za część Burgundii Przedjurajskiej uważana była także Prowansja.

## Królowie Burgundów (koniec IV wieku – 532)
- ?–407 – Gebicca
- 407–411 – Godomar I
- 407–411 – Giselher
- 407–436 – Gunther
- 436–473 – Gunderyk
- 473–480 – Chilperyk I
- 473–516 – Gundobad (w Lyonie)
- 473–493 – Chilperyk II (w Valence)
- 473–486 – Gundomar (w Vienne)
- 473–486 – Godigisel (w Genewie)
- 516–523 – Zygmunt I Święty
- 523–534 – Godomar II

W latach 532-534 doszło do podboju państwa Burgundów przez Merowingów.

## Frankijscy władcy Burgundii (534–855)

### Merowingowie
- 534 – 558 – Childebert I
- 534–548 – Teodebert I
- 534–561 – Chlotar I (od 558 w całej Burgundii)
- 561–592 – Guntram I
- 592–595 – Childebert II
- 595–613 – Teuderyk II
- 613 – Sigebert II

W latach 613-751 Burgundia była w unii z Neustrią, a od 691 w ramach całego państwa Franków
- 613–629 Chlotar II
- 629–639 – Dagobert I
- 639–658 – Chlodwig II
- 658–673 – Chlotar III
- 673 – Teuderyk III
- 673–675 – Childeryk II
- 675–691 – Teuderyk III
- 691–695 – Chlodwig IV
- 695–711 – Childebert III
- 711–715– Dagobert III
- 715–721 – Chilperyk II
- 720–737 – Teuderyk IV
- 737–743 – bezkrólewie – rządy majordoma Karola Młota (do 741) a następnie współrządy (741–743) jego dwóch synów Pepina Małego i Karlomana – również majordomów – bez króla
- 743–751 – Childeryk III

### Karolingowie
- 751–768 – Pepin Krótki
- 768–771 – Karloman
- 771–814 – Karol Wielki
- 814–840 – Ludwik I Pobożny
- 840–855 – Lotar I

Po śmierci Lotara I w 855 wraz z podziałem jego ziem pomiędzy trzech synów, podzielona została również Burgundia.
| Królowie Górnej Burgundii (855–933) Karolingowie 855–869 – Lotar II 869–876 – Ludwik II Niemiecki 876–879 – Karloman I 879–884 – Karloman II 879/884–887 – Karol Otyły Welfowie 888–912 – Rudolf I 912–933 – Rudolf II | Królowie Dolnej Burgundii (Prowansji) (855–933) Karolingowie 855–863 – Karol II 863–875 – Ludwik II 875–877 – Karol Łysy 877–879 – Ludwik III Jąkała Dynastia Bosonidów 879–887 – Boson I 887–928 – Ludwik IV Ślepy 928–933 – Hugo I , regent od 905, po śmierci Ludwika nie przyjął tytułu królewskiego |

W 933 Rudolf II z Górnej Burgundii przejmuję władzę w Dolnej Burgundii, jednocząc całą krainę w królestwo Arelatu.

## KrólowieBurgundii (Arelat)(933–1032)

### Welfowie
- 933–937 – Rudolf II
- 937–993 – Konrad I Spokojny
- 993–1032 – Rudolf III Próżniak

## Królowie Burgundii w ramach Świętego Cesarstwa (1032–XIV wiek)

### Dynastia salicka
- 1032–1039 – Konrad II

### Władcy po 1039
Od 1032 Burgundia zostaje włączona do Świętego Cesarstwa Rzymskiego, a każdorazowy cesarz miał prawo do korony burgundzkiej. Ostatnim koronowanym królem Burgundii był cesarz Karol IV Luksemburski. Za symboliczny koniec Królestwa Burgundii uznaje się 1378 rok, w którym to cesarz Karol IV mianował Delfina Francji Karola Walezjusza stałym wikariuszem resztek cesarskich dóbr w Burgundii. Cesarze Rzymscy pozostali tytularnymi władcami Burgundii do końca Rzeszy w 1806 roku.

## Książęta Burgundii (880–1477)

### Dynastia Autun
- 880–921 – Ryszard I Prawodawca, książę od 918
- 921–923 – Rudolf I Burgundzki
- 923–952 – Hugo Czarny (hrabia Burgundii 921–952)

### Robertynowie
- 952–955 – Hugo Wielki

### Dynastia Autun
- 955–956 – Gilbert z Chalon

### Robertynowie
- 956–965 – Otton; syn Hugona Wielkiego, ks. Francji
- 965–1002 – Odo (Henryk Wielki); syn Hugona Wielkiego, ks. Francji

### Dynastia Ivrei
- 1002–1004 – Otto Wilhelm (hrabia Burgundii 982–1026)

W latach 1004–1016–do Królestwa Francji.

### Kapetyngowie (dynastia burgundzka)

- 1016–1032 – Henryk I
- 1032–1076 – Robert I
- 1076–1079 – Hugo I
- 1079–1103 – Odo I Rudy
- 1103–1143 – Hugo II
- 1143–1162 – Odo II
- 1162–1192 – Hugo III
- 1192–1218 – Odo III
- 1218–1271 – Hugo IV
- 1271–1306 – Robert II
- 1306–1315 – Hugo V
- 1315–1349 – Odo IV
- 1349–1361 – Filip I z Rouvres

### dynastia burgundzka (linia boczna Walezjuszów)
- 1361–1363 – Jan II Dobry

- 1363–1404 – Filip II Śmiały (również hrabia Burgundii od 1384)
- 1404–1419 – Jan II bez Trwogi (również hrabia Burgundii)
- 1419–1467 – Filip III Dobry (również hrabia Burgundii)
- 1467–1477 – Karol I Zuchwały (również hrabia Burgundii)

W 1477 ziemie Księstwa Burgundii przyłączone do Francji.

## Tytularni książęta Burgundii (1477–1795)
Po śmierci Karola Zuchwałego jego córka, mimo że utraciła ziemię księstwa Burgundii, nadal tytułowała się księżną Burgundii. Podobnie robili wszyscy jej następcy, używali tytułów księcia i hrabiego Burgundii (będącego w unii z Księstwem w latach 1384-1678).

### dynastia burgundzka (linia boczna Walezjuszów)
- 1477–1482 – Maria I
  - 1477–1482 – Maksymilian I (koregent, późniejszy Cesarz Rzymski)

### Habsburgowie
- 1482–1506 – Filip VI Piękny
- 1506–1556 – Karol II
- 1556–1598 – Filip VII
- 1598–1621 – Izabela Klara Eugenia i Albrecht
- 1621–1665 – Filip VIII
- 1665–1700 – Karol III

### Burbonowie
- 1700–1706 – Filip IX

### Habsburgowie
- 1706–1740 – Karol IV
- 1740–1780 – Maria II
  - 1740–1765 – Franciszek I (koregent)

### Dynastia habsbursko-lotaryńska
- 1780–1790 – Józef I
- 1790–1792 – Leopold I
- 1792–1795 – Franciszek I

1795 – utrata na rzecz Francji.